# 紅色龍
- 關於改編電影，請見「紅龍」。
- 關於威爾斯國旗的「紅龍」，請見「紅龍 (威爾斯)」。

《紅色龍》（英語：Red Dragon）是由美國作家湯瑪斯·哈里斯撰寫的長篇小說，於1981年首次出版。本書是漢尼拔·萊克特系列的首部曲，故事描述多年前逮到食人連環殺手汉尼拔·莱克特的FBI幹員威廉·葛倫罕，在退休後應同事之請求，參與追捕另一名殺人犯的故事。故事的標題指向對該名殺人犯別具意義的畫作——威廉·布莱克的《偉大的紅龍與日光蔽體的女人》。
小說出版不久後即被改編成電影《1987大懸案》，於1986年上映，電影的口碑和票房都不甚好，但如今卻具有邪典电影地位。哈里斯之後寫了續集《沉默的羔羊》（1988年）和《人魔》（1999年），讓萊克特再度登場。續集的改編電影叫好又叫座，《紅色龍》也順勢在2002年再次被搬上大銀幕。2013年首播的NBC電視劇《汉尼拔》的第三季也出現了本書的內容。

## 劇情概要

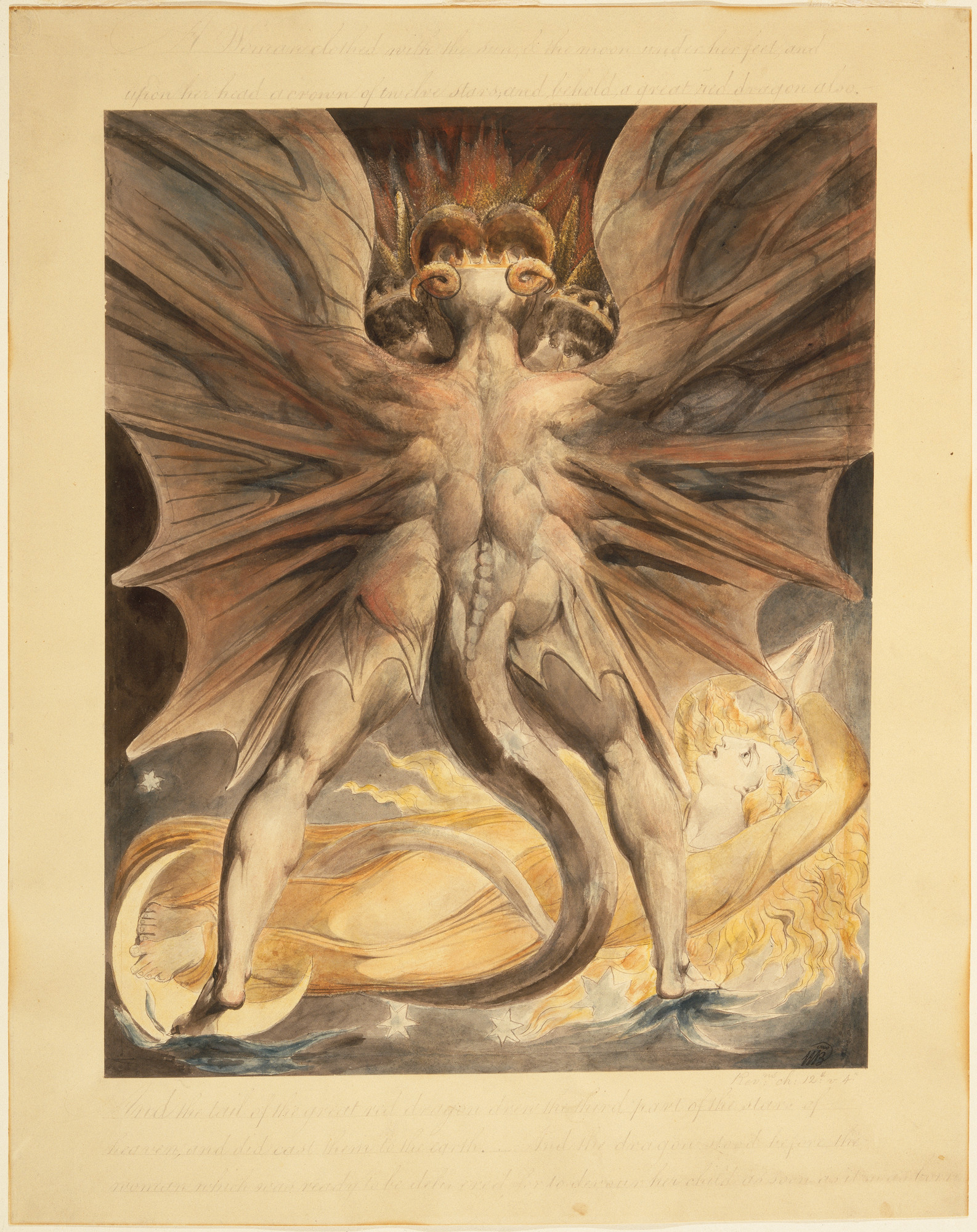
威廉·布莱克《偉大的紅龍》，藏於布鲁克林博物馆

1975年，FBI幹員威廉·葛倫罕逮到了食人連環殺手汉尼拔·莱克特，但被其重傷，不久後退休，與妻小隱居在鄉下。1980年，又有一名連環殺手接連殘殺了兩戶人家，報紙稱之為「牙齒仙」（The Tooth Fairy）。威爾的舊識傑克·柯勞佛請威爾參與這個案子，給點建議。妻子茉莉鑑於萊克特案的後果而反對，但威爾仍然參與此案。
威爾透過觀察力和罪犯側寫能力找到了一些線索，但對於牙齒仙的形象和主要資訊仍無頭緒，並苦於過去殺過一名兇嫌的陰影和妻小的壓力。這時牙齒仙透過《聊談報》聯繫在精神病院中的萊克特，警方抓著這條線索追查，發現牙齒仙欲殺害葛倫罕全家。《聊談報》的精明記者朗福來向FBI提議合作，FBI讓他採訪葛倫罕，好釣出牙齒仙，但朗福來卻遭到牙齒仙凌虐並燒死。
牙齒仙的本名是陶佛西，他天生有唇顎裂（後來整形修復），家人不關心他，甚至被唾棄。祖母對他的恐嚇導致了他內心中的「紅色龍」形象，令他畏懼並聽從其命令去殺人。陶佛西在底片公司當主管，與女員工麥麗芭互相吸引。紅色龍叫陶佛西把她殺了，陶佛西雖然不肯但又難以抵抗，最終自焚房屋後舉槍自盡。威爾透過發現兩家被害人的共通點——家庭影片都由陶佛西的公司沖洗，追查到陶佛西家，只見火光沖天。被綁住的麥麗芭在炸藥爆炸前逃脫，並向警方證實陶佛西已死。
威爾回家和家人團聚，詐死的陶佛西卻在此時襲擊威爾，將他重傷，威爾的妻子用槍擊斃陶佛西。傑克安慰威爾，稱他阻止了更多受害者出現，但妻子終究帶著兒子威立離他而去。威爾在昏睡中，領悟到人的惡行其實是出於心魔。

## 書目資料
| 書名 | 出版社                               | 出版日期 | 叢書 | ISBN               | 格式           | 頁數  | 來源  |
| ---- | ------------------------------------ | -------- | ---- | ------------------ | -------------- | ----- | ----- |
|      | G. P. Putnam's Sons、Dell Publishing | 1981年   |      | ISBN 0-399-12442-X | 精裝書         | 339頁 | [ 2 ] |
|      | Berkley Books                        | 2009年   |      | ISBN 0425228223    | 平裝版（再版） | 464頁 | [ 3 ] |

### 中譯本
| 書名 | 出版社     | 出版日期                                    | 叢書        | ISBN               | 格式   | 頁數  | 來源  |
| ---- | ---------- | ------------------------------------------- | ----------- | ------------------ | ------ | ----- | ----- |
|      | 皇冠文化   | 2001年2月17日（香港） 2001年2月23日（臺灣） | JOY系列(11) | ISBN 957-33-0983-1 | 平裝書 | 368頁 | [ 4 ] |
|      | 譯林出版社 | 2013年                                      |             | ISBN 9787544738880 | 平裝書 | 358頁 | [ 5 ] |